# Medalla Dewey

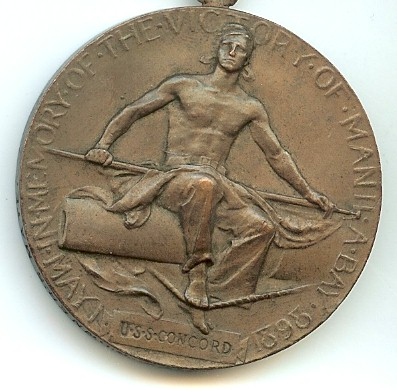
Revers

La medalla de la Badia de Manila, també coneguda com medalla Dewey (anglès: Battle of Manila Bay/Dewey Medal) va ser una condecoració militar de la Marina dels Estats Units que va ser establerta pel Congrés dels Estats Units el 3 de juny de 1898. La medalla reconeix el lideratge de l'almirall de la Marina George Dewey, durant la Guerra hispanoamericana, i els mariners i Marines sota el seu comandament.

## Criteris
La Medalla Dewey es va crear per reconèixer les forces de la Marina dels Estats Units i el Cos de Marines dels Estats Units que van participar en la batalla de la Badia de Manila. Per rebre-la, un membre del servei havia d'haver servit en un dels següents vaixells navals l'1 de maig de 1898. Hi havia 1.848 homes de la Marina i el Cos de Marines elegibles per a la medalla:
- USS Baltimore
- USS Boston
- USS Concord
- USRC McCulloch
- USS Olympia
- USS Petrel
- USS Raleigh

Els colliers USS Nanshan i USS Zafiro formaven part de l'esquadró de Dewey i donaven suport a l'operació de la badia de Manila, però no figuren a les regulacions de la Marina amb els seus membres de la tripulació elegibles per a la medalla Dewey.   Probablement això es deu al fet que 
1. els vaixells no van estar involucrats activament en la batalla, i
2. eren, en aquell moment, vaixells amb tripulació civil adquirits per donar suport a l'Armada.
El Nanshan estava comandat pel tinent Benjamin W. Hodges, USN, però tècnicament va romandre com un vaixell mercant perquè pogués reabastir-se en ports neutrals, cosa que va simplificar la logística de l'esquadra. El Zafiro estava comandat per l'alferes Henry A. Pearson, USN i, com el Nanshan , era tècnicament un vaixell mercant en el moment de la batalla. Ambdós vaixells van ser posteriorment posats en servei a la Marina.
La medalla Dewey va ser una decoració única i no hi havia dispositius ni estrelles de campanya autoritzades per a la medalla. La medalla consisteix en un medalló circular, sobre el qual descansa una imatge de l'almirall George Dewey, suspesa d'una cinta en blau i groc. L'almirall Dewey va rebre la medalla, tot i que, per modèstia, la va portar sempre amb el revers de la medalla mostrat que representava un mariner assegut sobre una canó. Dewey tenia la rara distinció de ser un dels quatre nord-americans amb dret a portar una medalla amb la seva pròpia imatge. Els altres eren el contraalmirall William T. Sampson (la Medalla Sampson), el contraalmirall Richard E. Byrd (1a i 2a medalles de l'expedició antàrtica Byrd ) i el general dels exèrcits John J. Pershing (medalla de l'exèrcit d'ocupació d'Alemanya).
La medalla va ser reconeguda com a donada pel servei militar actiu; però com que reconeixia una única batalla en una sola campanya, la Medalla Dewey era una medalla commemorativa. Quan es portava amb un uniforme militar, la medalla Dewey es considerava superior a la medalla Sampson, encara que no hi havia ningú que rebés ambdues medalles.
La Medalla Dewey és un dels pocs premis militars dels Estats Units que té menys destinataris que la Medalla d'Honor, que compta amb poc més de 3.500 a partir del 2021. Només es van marcar 1.825 medalles a l'ordre original de la Marina a Tiffany and Company, cada màquina gravada. a la vora del destinatari amb el seu nom i tarifa (allistat) o grau (oficial) i el nom del seu vaixell gravat al dors.

## Disseny
Aquesta medalla va ser dissenyada pel famós artista Daniel Chester French, que va esculpir l'estàtua de Lincoln assegut al Lincoln Memorial de Washington i l' estàtua de Minuteman a Concord, Massachusetts. La medalla va ser encunyada per Tiffany & Co.
L'anvers, representa un bust del comodor George Dewey. Al revers, s'inclou el nom de l'embarcació en què va servir el destinatari. El nom del destinatari està gravat a la vora inferior de la medalla, sent una de les dues medalles de servei emeses oficialment amb el nom del destinatari.